# Langenpreising
Langenpreising – miejscowość i gmina w Niemczech, w kraju związkowym Bawaria, w rejencji Górna Bawaria, w regionie Monachium, w powiecie Erding, wchodzi w skład wspólnoty administracyjnej Wartenberg. Leży około 15 km na północny wschód od Erdinga, przy autostradzie A92.

## Dzielnice
W skład gminy wchodzą następujące dzielnice:
- Langenpreising
- Zustorf
- Rosenau
- Holzhausen
- Weipersdorf

## Demografia
| Rok  | Liczba mieszk. |
| ---- | -------------- |
| 1970 | 1 550          |
| 1987 | 1 867          |
| 2000 | 2 391          |
| 2007 | 2 588          |

### Struktura wiekowa
Dane o ludności z 31 grudnia 2008:
| Opis                                | Ogółem | Ogółem | Kobiety | Kobiety | Mężczyźni | Mężczyźni |
| ----------------------------------- | ------ | ------ | ------- | ------- | --------- | --------- |
| Jednostka                           | osób   | %      | osób    | %       | osób      | %         |
| Populacja                           | 2579   | 100    | 1259    | 48,82   | 1320      | 51,18     |
| Wiek przedprodukcyjny (0–17 lat)    | 532    | 20,63  | 248     | 9,62    | 284       | 11,01     |
| Wiek produkcyjny (18–65 lat)        | 1661   | 64,4   | 805     | 31,21   | 856       | 33,19     |
| Wiek poprodukcyjny (powyżej 65 lat) | 386    | 14,97  | 206     | 7,99    | 180       | 6,98      |

## Polityka
Wójtem gminy jest Peter P. Deimel z FWG, poprzednio urząd ten obejmował Rudolf Weiß, rada gminy składa się z 14 osób.
|      | CSU | SPD | FWG | FW Zustorf | Razem |
| 2008 | 4   | 2   | 6   | 2          | 14    |
| 2002 | 5   | 2   | 5   | 2          | 14    |

## Oświata
W gminie znajdują się dwa przedszkola (75 miejsc) oraz szkoła podstawowa (9 nauczycieli, 127 uczniów).